# Cantilena
Una cantilena è un canto dalla linea melodica molto semplice e ingenua che si svolge a lungo, con lentezza, spesso ripetendosi e mantenendo sempre lo stesso ritmo monotono.
In poesia, nel XV secolo fu anche sinonimo di canzone, indicando un componimento breve o popolaresco.
 
 
Il termine cantilena viene usato spesso per designare una filastrocca, una "ninna - nanna" o anche il grido di richiamo dei venditori ambulanti.
 Può essere usato in modo figurato come hanno fatto numerosi poeti e scrittori, ad esempio Dino Campana
 o per estensione intendendo un discorso noioso che si protrae a lungo o un componimento sciocco e ingenuo come una filastrocca o una poesia di poco valore o dei versi recitati con una cadenza strascicata. Si usa il termine cantilena anche a proposito della cadenza che si assume parlando un dialetto. In genere, le cadenze dialettali Emiliane - per la parlata strascicata e dalle consonanti dolci - vengono associate a questa definizione.